# Drapelul Australiei
Drapelul Australiei este albastru, în colțul din stânga sus are drapelul Union Jack, iar sub el se află Steaua Comunității Națiunilor care este de culoare albă și are șapte colțuri.

## Culori
|         | Albastru   | Alb         | Roșu        |
| ------- | ---------- | ----------- | ----------- |
| RGB     | 0-0-139    | 255-255-255 | 255-0-0     |
| hex     | #00008B    | #FFFFFF     | #FF0000     |
| CMYK    | 100.80.0.0 | 0.0.0.0     | 0.100.100.0 |
| Pantone | 280 C      | „safe”      | 185 C       |

## Alte drapele ale Australiei
În calitate de șef al statului, regina Elisabeta a II-a are un steag propriu pentru perioada în care se deplasează pe teritoriul australian. Reprezentantul acesteia, guvernatorul general, are și el un drapel după modelul drapelelor guvernatorilor Regatului Unit al Marii Britanii și Irlandei de Nord. Forțele Armate Aeriene Regale și Vama au propriile insigne ale uniunii cu reprezentarea lui Union Jack.

Steagul reginei Elisabeta a II-a în Australia (1962–2022)
Drapelul guvernatorului general
Steagul Forțelor Aeriene Regale
Steagul Serviciilor Vamale Australiene